# Bob Clark (reżyser)
Bob Clark, właśc. Benjamin Clark (ur. 5 sierpnia 1939 w Nowym Orleanie, zm. 4 kwietnia 2007) – amerykański reżyser, aktor, scenarzysta oraz producent filmowy.

## Życiorys
4 kwietnia 2007 w Pacific Palisades w Kalifornii jego Nissan Infiniti zderzył się czołowo z jadącym pod prąd samochodem marki GMC Yukon. Jak się później okazało 24-letni kierowca GMC, Hector Velazquez-Nava, nielegalnie przebywający na terenie USA, był pod wpływem alkoholu, w dodatku nie miał prawa jazdy. W tym samym wypadku zginął również 22-letni Ariel Hanrath-Clark, syn reżysera.

## Filmografia

### Reżyseria
- 1972 – Children Shouldn’t Play with Dead Things
- 1972 – Dead of Night (lub Deathdream)
- 1974 – Czarne święta
- 1976 – Breaking Point
- 1979 – Morderstwo na zlecenie
- 1980 – Haracz (lub Dar)
- 1982 – Świntuch
- 1983 – Prezent pod choinkę
- 1983 – Świntuch – następnego dnia
- 1984 – Kryształ górski
- 1985 – Zuch
- 1985 – Niesamowite historie
- 1987 – Strzał z biodra
- 1993 – American Clock
- 1994 – It Runs in the Family
- 1995 – Świromania
- 1996 – Zakazane wspomnienia
- 1998 – Okup za czerwonego wodza
- 1999 – Pamiętny kwiecień
- 1999 – Geniusze w pieluchach
- 2002 – Now & Forever
- 2003 – Maniac Magee
- 2004 – Superdzieciaki. Geniusze w pieluchach II
- 2006 – Children Shouldn’t Play with Dead Things
- 2006 – From Here to Infirmity

### Scenariusz
- 1972 – Children Shouldn’t Play with Dead Things
- 1979 – Dukes of Hazzard
- 1983 – Christmas story
- 1983 – Porky’s II
- 1987 – Strzał z biodra
- 1994 – It Runs in the Family
- 1995 – Świromania
- 1999 – Geniusze w pieluchach
- 2006 – Children Shouldn’t Play with Dead Things
- 2007 – Porky’s

### Produkcja
- 1972 – Children Shouldn’t Play with Dead Things
- 1972 – Deathdream
- 1974 – Czarne święta
- 1974 – Dead of night
- 1976 – Breaking Point
- 1979 – Murder by Decree
- 1982 – Świntuch
- 1983 – Christmas story
- 1991 – Popcorn
- 2006 – Krwawe święta
- 2006 – Children Shouldn’t Play with Dead Things

### Produkcja wykonawcza
- 2006 – Krwawe święta

### Aktor
- 1974 – Czarne święta, jako śledzący bandytę/głos z telefonu
- 1993 – American Clock, jako drugi pianista
- 2004 – 100 Scariest Movie Moments, jako on sam